# 松岡大吾
松岡 大吾（まつおか だいご、1970年5月27日 - ）は、岡山県倉敷市出身の元プロ野球選手（投手）。
1970年代から1980年代前半にかけてヤクルトのエースとして大活躍し191勝をあげた松岡弘の甥。

## 来歴・人物
関西高時代は、学校が創立100周年を迎えた1987年に夏の甲子園に出場。ベスト8で東東京代表の帝京高に敗退。
1988年オフ、ドラフト外でヤクルトスワローズに入団。入団時の目標として、叔父である松岡弘が191勝を挙げていたため、「残り9勝は僕が稼いで2人で名球会」と発言した。
プロ8年目となる1996年に一軍デビューし、14試合に登板するや、スライダー、カーブを武器にプロ初勝利を含む2勝を挙げた。
1997年は9試合の登板にとどまり、0勝0敗、防御率は5.00と低迷。
1998年は一軍登板はなく、同年限りで現役を引退した。
現役引退後は、「東京ヤクルトスワローズ オンラインセレクトショップ」の運営を行うバンチュ株式会社の代表取締役を務めている。

## 詳細情報

### 年度別投手成績
| 年 度     | 球 団     | 登 板 | 先 発 | 完 投 | 完 封 | 無 四 球 | 勝 利 | 敗 戦 | セ 丨 ブ | ホ 丨 ル ド | 勝 率 | 打 者 | 投 球 回 | 被 安 打 | 被 本 塁 打 | 与 四 球 | 敬 遠 | 与 死 球 | 奪 三 振 | 暴 投 | ボ 丨 ク | 失 点 | 自 責 点 | 防 御 率 | W H I P |
| --------- | --------- | ----- | ----- | ----- | ----- | -------- | ----- | ----- | -------- | ----------- | ----- | ----- | -------- | -------- | ----------- | -------- | ----- | -------- | -------- | ----- | -------- | ----- | -------- | -------- | ------- |
| 1996      | ヤクルト  | 14    | 1     | 0     | 0     | 0        | 2     | 1     | 0        | --          | .667  | 96    | 24.0     | 13       | 2           | 10       | 2     | 0        | 18       | 1     | 0        | 8     | 7        | 2.63     | 0.96    |
| 1997      | ヤクルト  | 9     | 0     | 0     | 0     | 0        | 0     | 0     | 0        | --          | ----  | 42    | 9.0      | 14       | 1           | 3        | 0     | 0        | 2        | 1     | 0        | 6     | 5        | 5.00     | 1.89    |
| 通算：2年 | 通算：2年 | 23    | 1     | 0     | 0     | 0        | 2     | 1     | 0        | --          | .667  | 138   | 33.0     | 27       | 3           | 13       | 2     | 0        | 20       | 2     | 0        | 14    | 12       | 3.27     | 1.21    |

### 記録
- 初登板：1996年8月18日、対読売ジャイアンツ19回戦（東京ドーム）、8回裏に4番手で救援登板・完了、1回無失点
- 初奪三振：同上、8回裏に宮本和知から
- 初勝利：1996年8月21日、対阪神タイガース20回戦（明治神宮野球場）、4回表に2番手で救援登板、4回2/3を1失点
- 初先発：1996年9月28日、対中日ドラゴンズ26回戦（ナゴヤ球場）、6回3失点で敗戦投手

### 背番号
- 65（1989年 - 1996年）
- 37（1997年 - 1998年）